# حكومة سعد الله الجابري الثانية
الحكومة السورية التي تشكلت في 30 سبتمبر 1945، هي الحكومة الثالثة والثلاثين في تاريخ سوريا الحديث، والثامنة عشر في عهد الجمهورية السورية الأولى، والخامسة في عهد شكري القوتلي. أقرّ خلال عهدها مجلس الأمن الدولي جلاء القوات الفرنسية عن سوريا بشكل نهائي في فبراير 1946، وهو ما تمّ فعلاً في 17 أبريل 1946 الذي يحتفل به وصفه عيد الجلاء، واليوم الوطني لسوريا. وقد قدمت الوزارة استقالتها في أعقاب الجلاء.

## تشكيلة الحكومة
| الوزير           | الوزارة                                                                      |
| ---------------- | ---------------------------------------------------------------------------- |
| سعد الله الجابري | رئيس الوزراء، وزير الخارجية، وزير الدفاع، وزير الداخلية (منذ 23 أكتوبر 1945) |
| لطفي الحفار      | وزير الداخلية (حتى 23 أكتوبر 1945)                                           |
| نعيم إنطاكي      | وزير المالية، وزير الأشغال العامة بالوكالة (حتى 8 يناير 1946)                |
| صبري العسلي      | وزير العدل، وزير المعارف بالوكالة                                            |
| حسن جبارة        | وزير الاقتصاد، وزير الإعاشة والتموين بالوكالة                                |
| فتح الله آسيون   | وزير الأشغال العامة، والبرق والبريد (منذ 8 يناير 1946)                       |

| الترتيب | المنصب           | الصورة        | شاغل المنصب      | الحزب | الحزب              | في المنصب من   | في المنصب حتى      | ملاحظات |
| ------- | ---------------- | ------------- | ---------------- | ----- | ------------------ | -------------- | ------------------ | ------- |
| –       | رئيس الوزراء     |               | سعد الله الجابري |       |                    | 30 أيلـول 1945 | 25 نيسان 1946      |         |
|         | الدفاع الوطني    |               | سعد الله الجابري |       |                    |                |                    |         |
|         | الخارجية         |               | سعد الله الجابري |       |                    |                |                    |         |
|         | الداخلية         |               | لطفي الحفار      |       |                    |                |                    |         |
|         | المالية          |               | نعيم الأنطاكي    |       |                    |                |                    |         |
|         | الأشغال العامة   |               | نعيم الأنطاكي    |       |                    |                | 1 كانون الأول 1945 |         |
|         | الأشغال العامة   | فتح الله صقال |                  |       | 1 كانون الأول 1945 |                |                    |         |
|         | العدلية          |               | صبري العسلي      |       |                    |                |                    |         |
|         | المعارف          |               | صبري العسلي      |       |                    |                |                    |         |
|         | الاقتصاد الوطني  |               | حسن جبارة        |       |                    |                |                    |         |
|         | الإعاشة والتموين |               | حسن جبارة        |       |                    |                |                    |         |

## الملاحظات
1. ↑  فراغ الحقل لا يعني بالضرورة أن شاغل المنصب مستقل سياسياً أو غير حزبي، ولكن بسبب عدم توفر المعلومات أو المصادر.